# Ceratopsidae
Famille
Sous-familles de rang inférieur
- †Centrosaurinae
- †Ceratopsinae

Les Ceratopsidae (en français cératopsidés) sont une famille fossile de dinosaures marginocéphaliens comprenant par exemple les célèbres genres Triceratops et Styracosaurus.

## Description et caractéristiques
Toutes les espèces connues sont quadrupèdes, herbivores, datent du Crétacé supérieur de l'ouest de l'Amérique du Nord (à l'exception de Sinoceratops récemment découvert en Chine, et Turanoceratops d'Ouzbekistan) et se caractérisent par des becs, des rangées de dents pour mâcher l'herbe au fond de la bouche, de même que des cornes et collerettes élaborées. Le groupe se divise en deux sous-familles : les cératopsinés (ou chasmosaurinés) se caractérisant généralement par de longues collerettes triangulaires et des cornes bien développées au-dessus des yeux; et les centrosaurinés, qui avaient des cornes nasales très bien développées et des collerettes plutôt rectangulaires, garnies d'épines sur leur pourtour.
Ces cornes et collerettes montrent de remarquables variations et représentent le moyen principal par lequel les nombreuses espèces peuvent être différenciées. Leur utilité, cependant, n'est pas clairement définie. La défense contre les prédateurs est une possibilité, bien que les collerettes soient relativement fragiles chez certaines espèces - en fait, il est plus probable que, comme pour les ongulés modernes, elles aient pu être des caractéristiques sexuelles secondaires utilisées dans les combats rituels intraspécifiques. Les nodules massifs sur le crâne des Pachyrhinosaurus et Achelousaurus ressemblent à celles formées à la base des cornes des bœufs musqués actuels, indiquant qu'ils ont fort bien pu se donner des coups de tête au cours de combats rituels pour la reproduction ou la domination du troupeau, comportement très fréquent chez les animaux modernes. Les centrosaures, eux, ont été retrouvés dans de larges lits d'os, indiquant qu'ils ont pu vivre en énormes troupeaux.
Cette famille a été créée par Othniel Charles Marsh (1831-1899) en 1890.

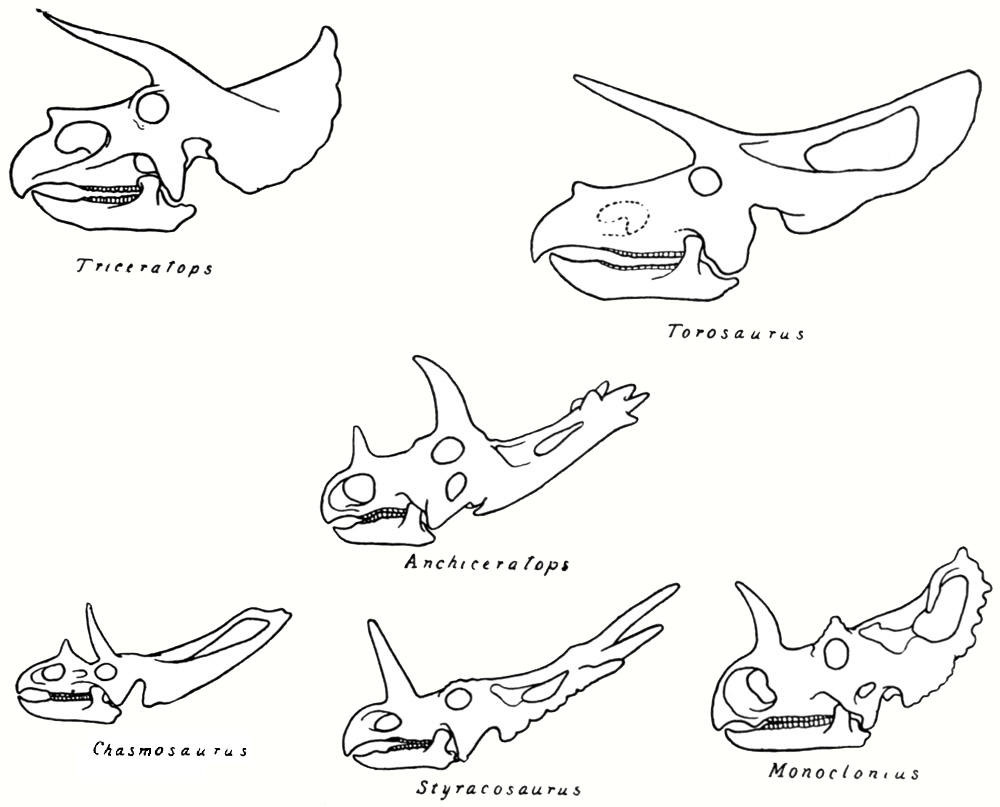
Comparaison entre plusieurs crânes de ceratopsidae

## Taxonomie
- Super-famille Ceratopsia
- Famille Ceratopsidae
- sous-famille Centrosaurinae Lambe, 1915 †
  - genre Achelousaurus Sampson, 1995 †
  - genre Albertaceratops Ryan, 2007 †
  - genre Avaceratops Dodson, 1986 †
  - genre Brachyceratops Gilmore, 1914 †
  - genre Centrosaurus Lambe, 1904 †
  - genre Coronosaurus Ryan, Evans & Shepherd, 2012 †
  - genre Crittendenceratops Dalman & al, 2018 †
  - genre Diabloceratops Kirkland & al, 2010 †
  - genre Einiosaurus Sampson, 1995 †
  - genre Lokiceratops' Loewen & al., 2024 †
  - genre Machairoceratops Lund & al., 2016 †[1]
  - genre Medusaceratops Ryan, Russell & Hartman, 2010 †
  - genre Monoclonius Cope, 1876 †
  - genre Nasutoceratops Sampson & al., 2013 †
  - genre Pachyrhinosaurus Sternberg, 1950 †
  - genre Rubeosaurus McDonald & Horner, 2010 †
  - genre Sinoceratops Xu & al, 2010 †
  - genre Spinops Farke & al, 2011 †
  - genre Stellasaurus Wilson & al, 2020 †
  - genre Styracosaurus Lambe, 1913 †
  - genre Wendiceratops Evans & Ryan, 2015 †
  - genre Xenoceratops Ryan, Evans & Shepherd, 2012 †
  - genre Yehuecauhceratops Rivera-Sylva & al. 2017 †
- sous-famille Ceratopsinae Marsh, 1890 † (= Chasmosaurinae)
  - genre Agujaceratops Lucas, Sullivan & Hunt, 2006 †
  - genre Anchiceratops Brown, 1914 †
  - genre Arrhinoceratops Parks, 1925 †
  - genre Bravoceratops Wick & Lehman, 2013 †
  - genre Chasmosaurus Lambe, 1914 †
  - genre Coahuilaceratops Loewen & al, 2010 †
  - genre Diceratops Hatcher, 1905 †
  - genre Eotriceratops Wu & al, 2007 †
  - genre Judiceratops Longrich, 2013 †
  - genre Kosmoceratops Sampson & al, 2010 †
  - genre Mercuriceratops Ryan & al, 2014 †
  - genre Navajoceratops Fowler & Freedman Fowler, 2020 †
  - genre Nedoceratops Ukrainsky, 2007 † (considéré maintenant comme synonyme de Triceratops)
  - genre Pentaceratops Osborn, 1923 †
  - genre Regaliceratops Brown & Henderson, 2015 †
  - genre Spiclypeus Mallon & al., 2016 †[2]
  - genre Terminocavus Fowler & Freedman Fowler, 2020 †
  - genre Titanoceratops Longrich, 2011 †
  - genre Torosaurus Marsh, 1891 †
  - genre Triceratops Marsh, 1889 †
  - genre Utahceratops Sampson & al, 2010 †
  - genre Vagaceratops Sampson & al, 2010 †

## Galerie

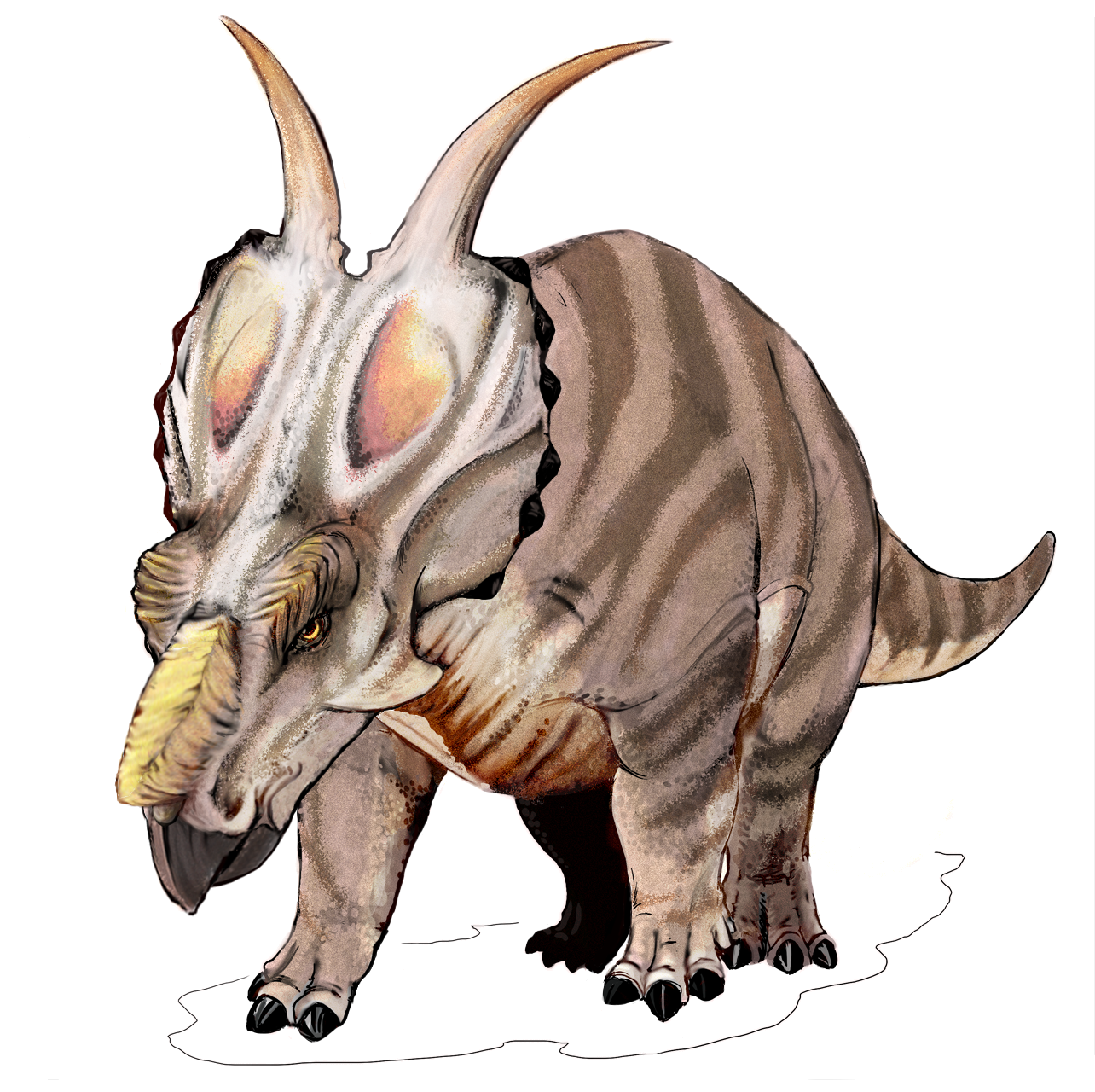
Achelousaurus
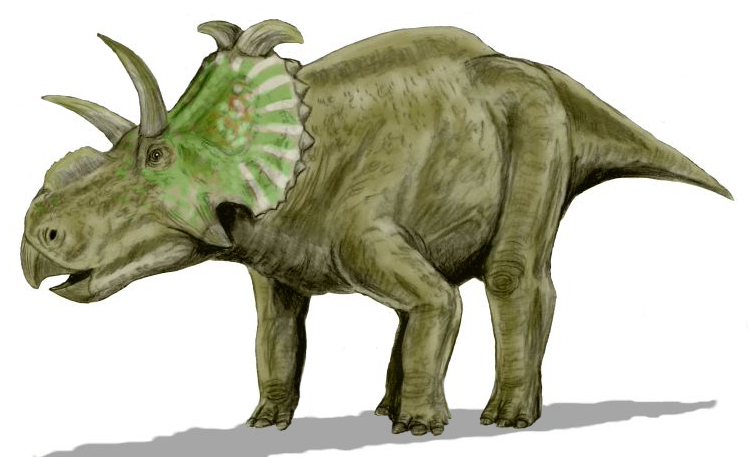
Albertaceratops
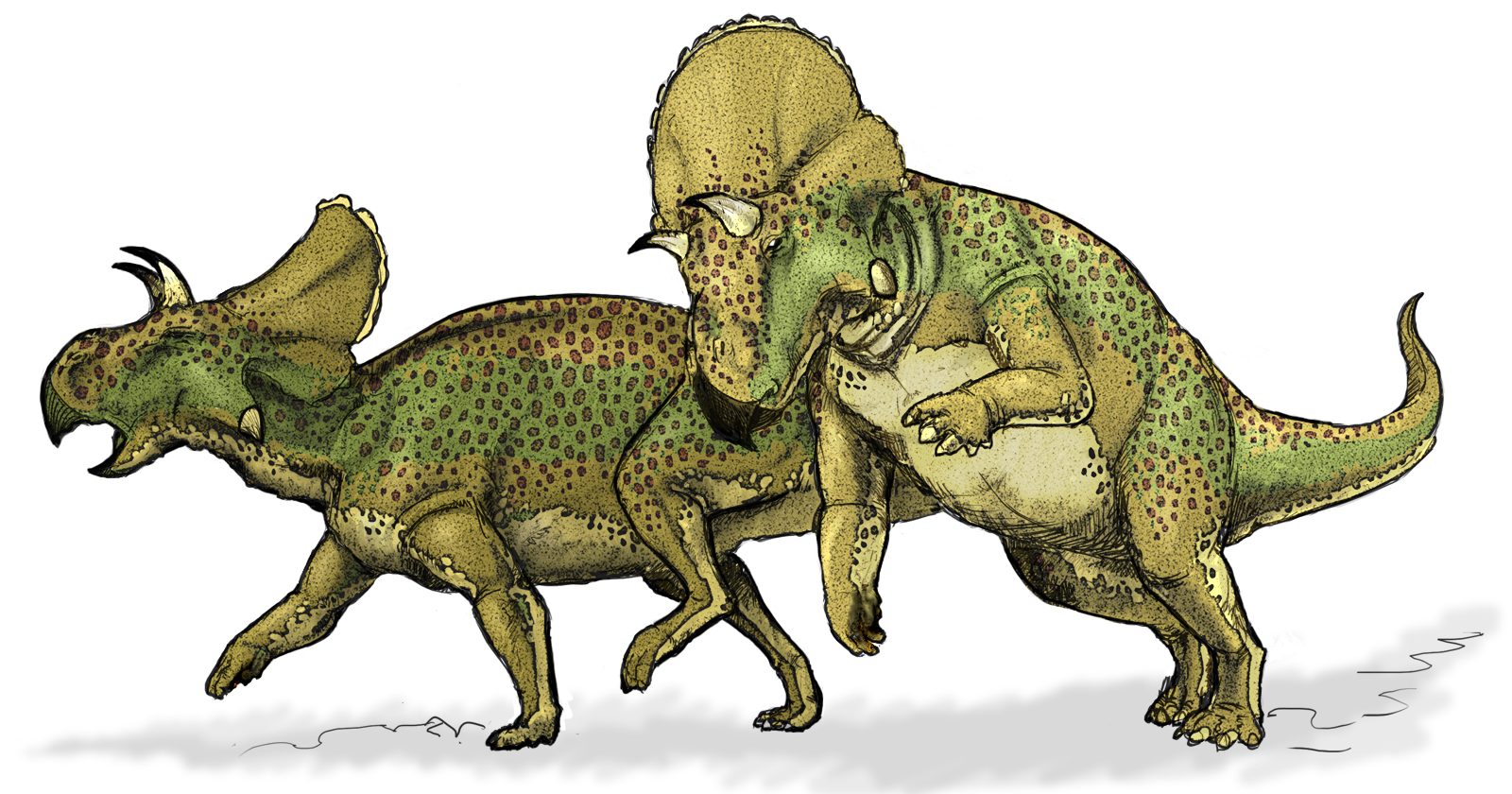
Avaceratops
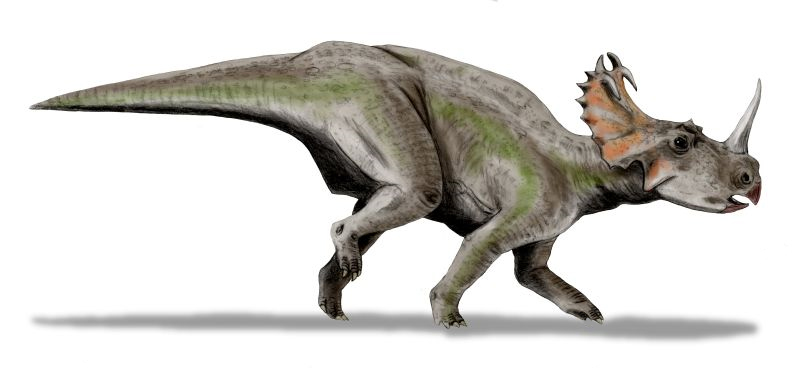
Centrosaurus
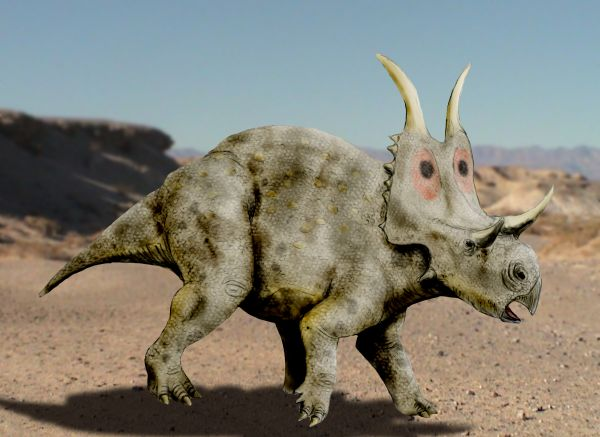
Diabloceratops
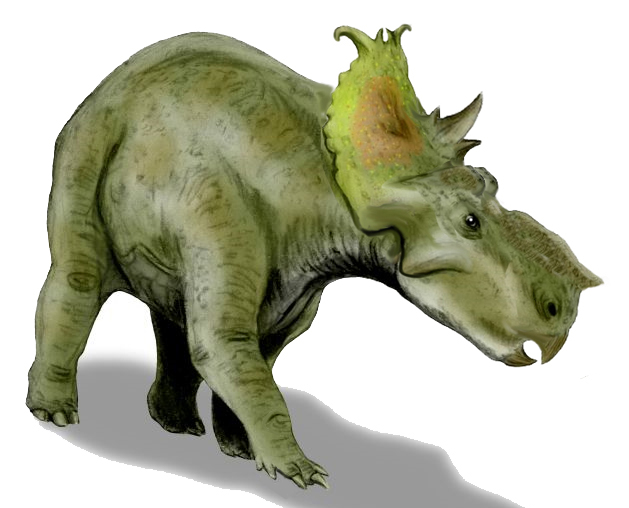
Pachyrhinosaurus
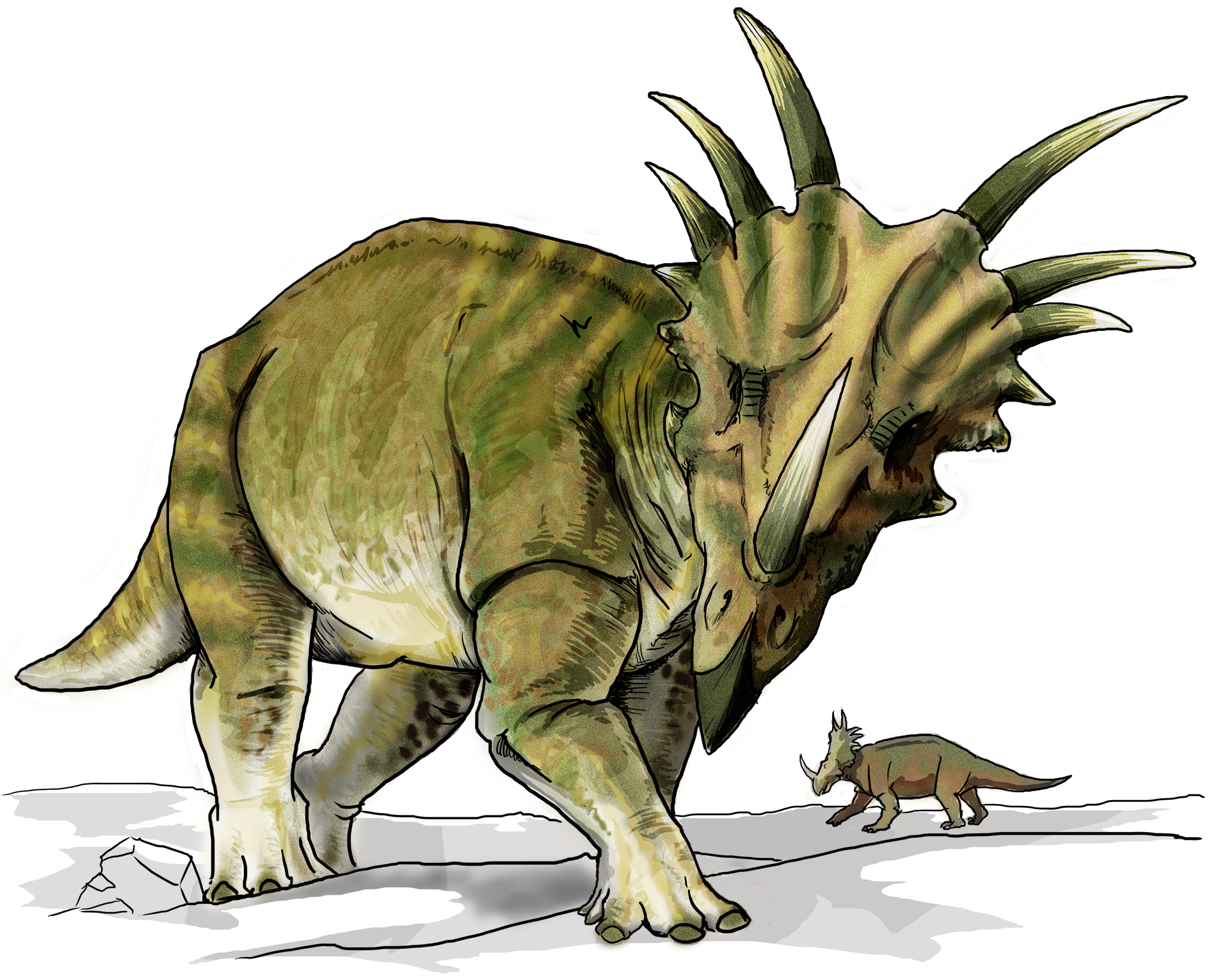
Styracosaurus
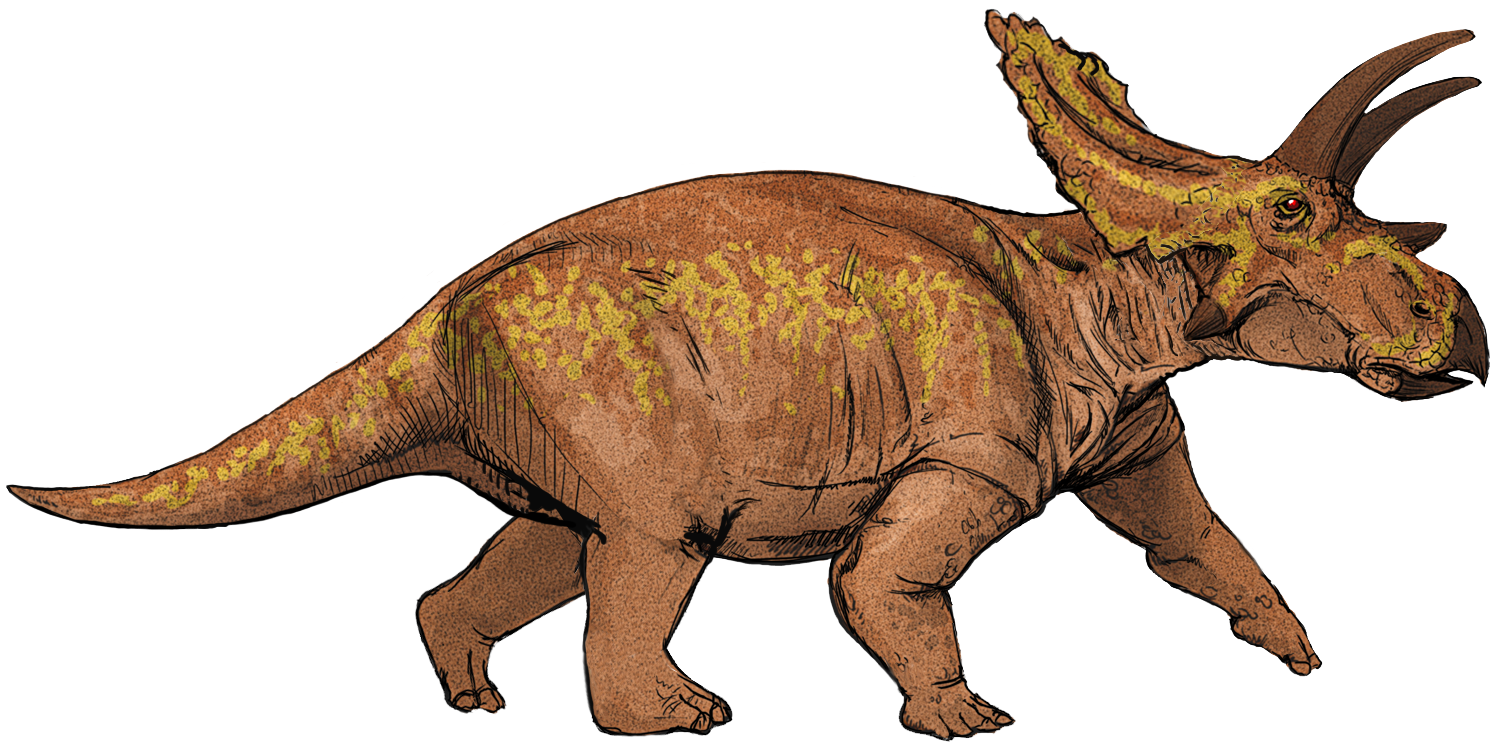
Anchiceratops
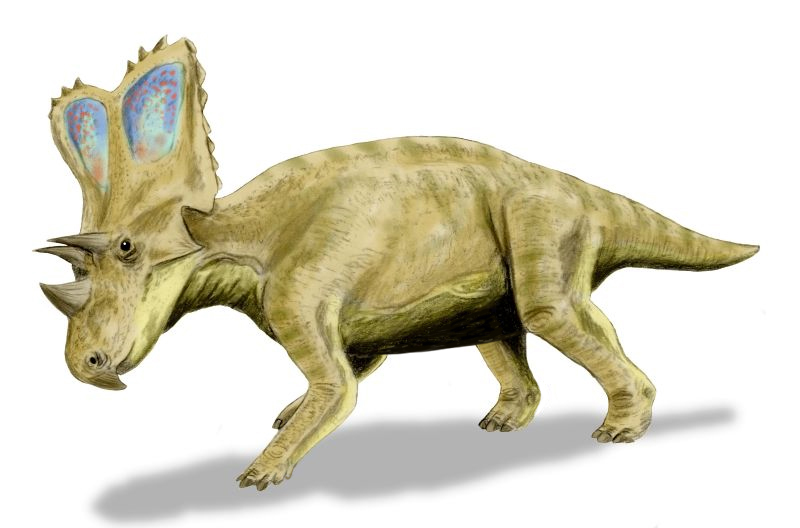
Chasmosaurus
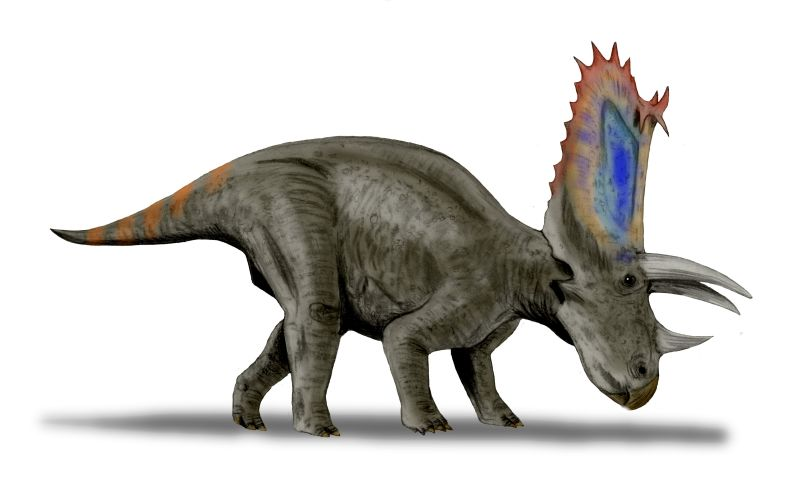
Pentaceratops
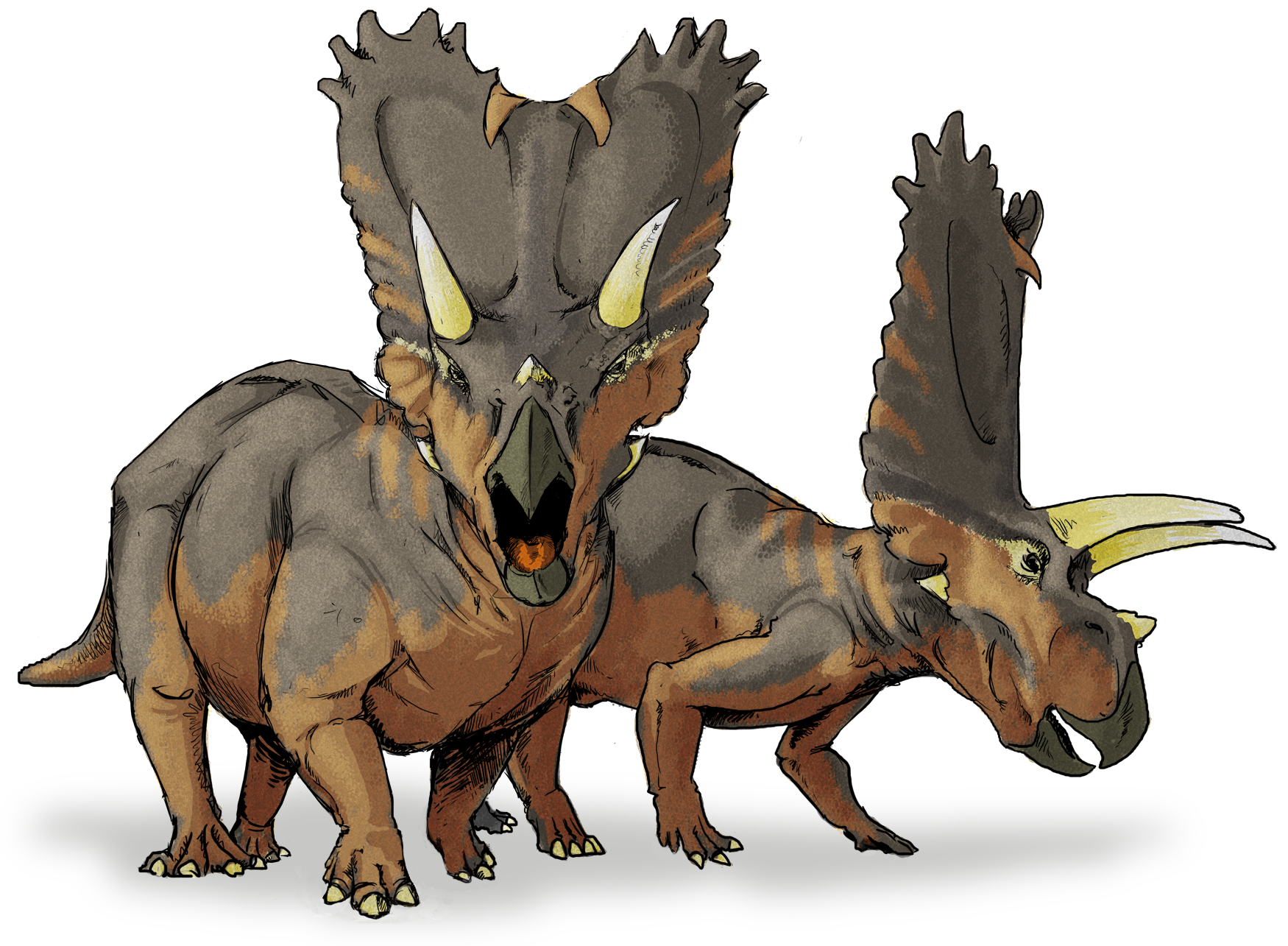
Titanoceratops
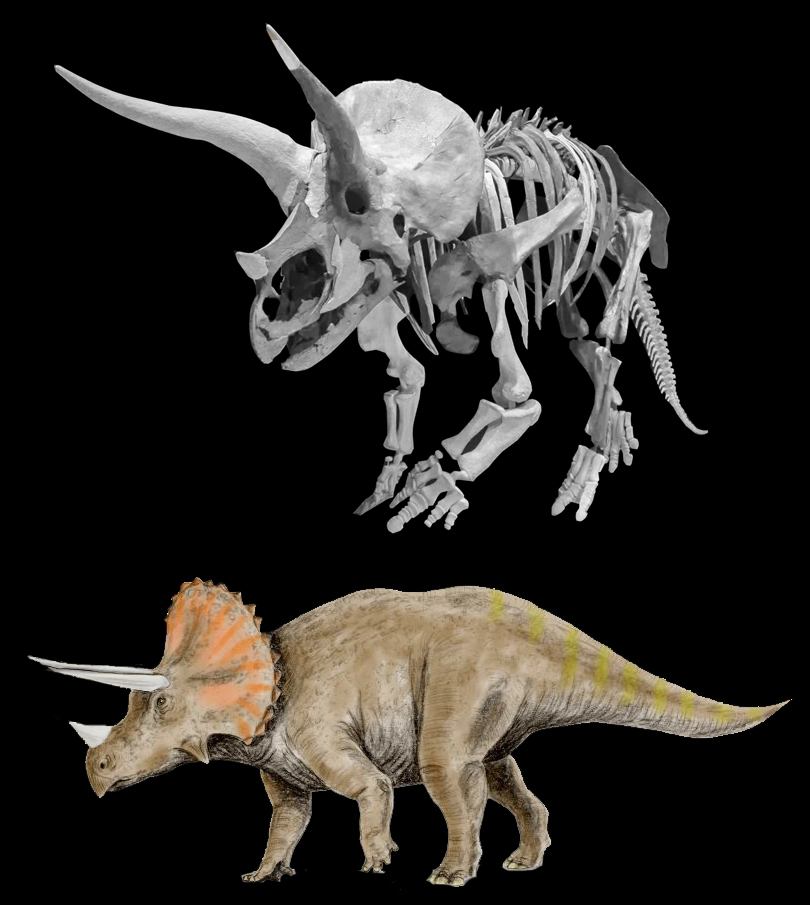
Triceratops
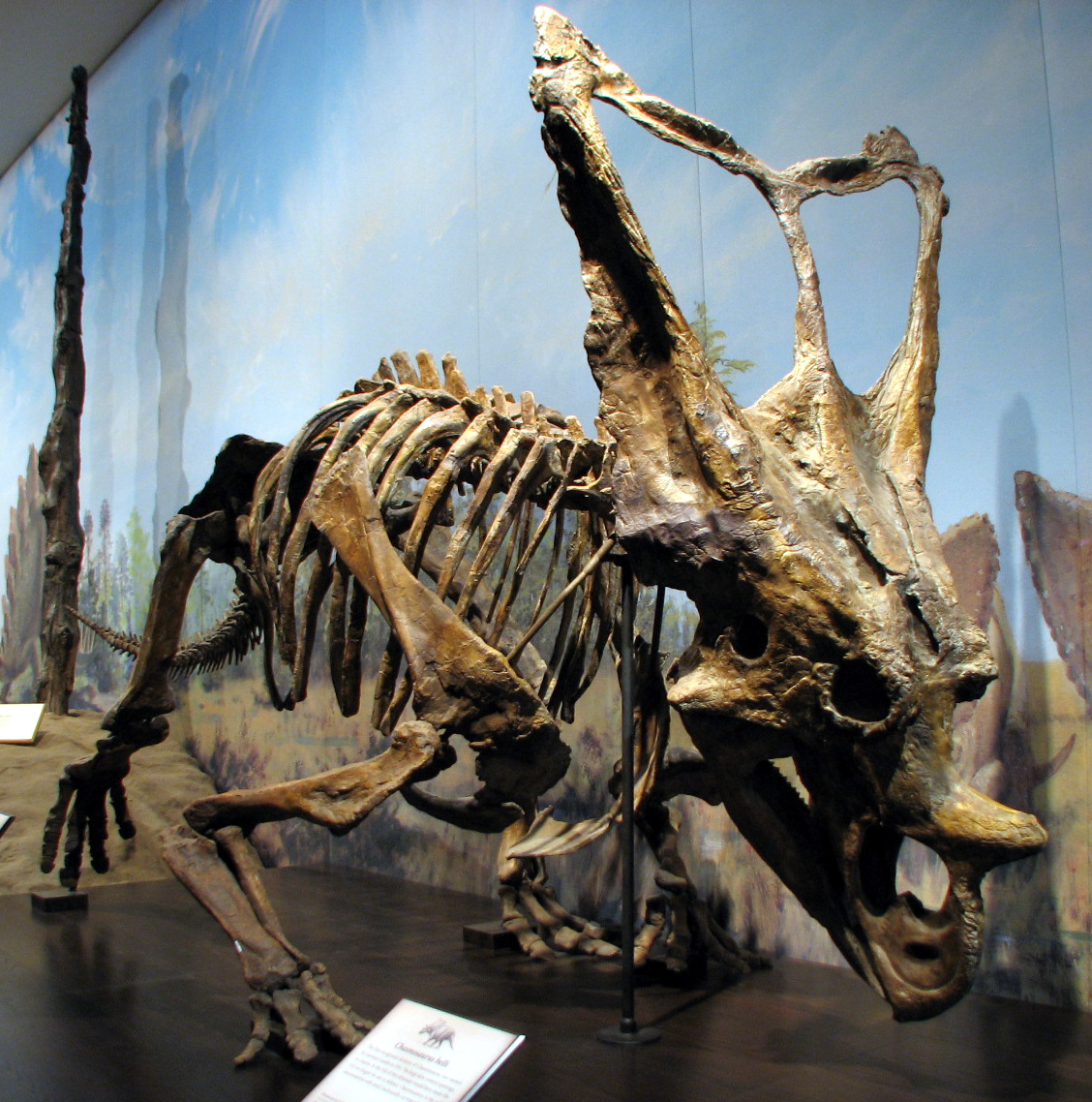
Squelette de Chasmosaurus bellis
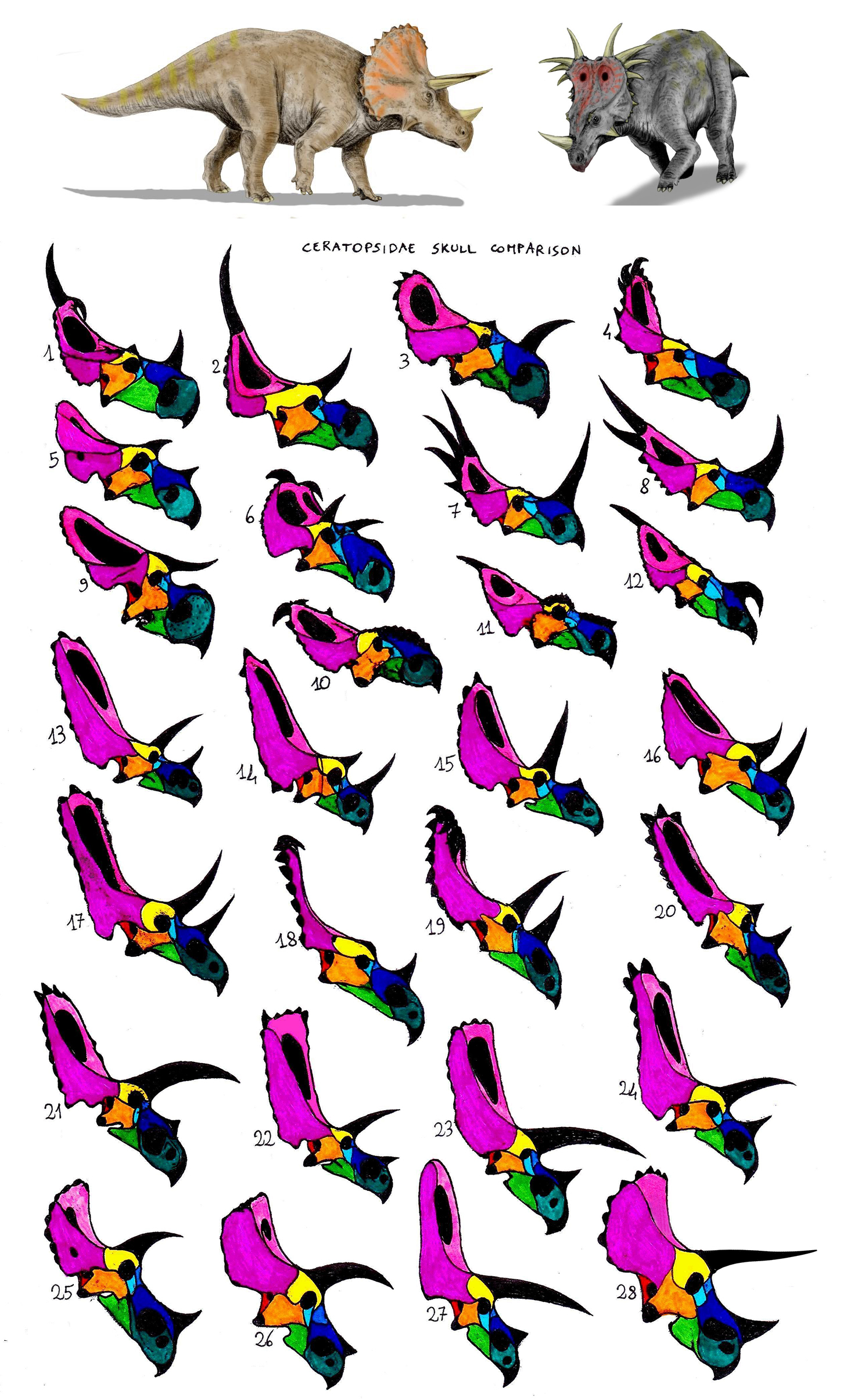
Diversité des morphologies crâniennes.